# 奥利弗·柯克
奥利弗·柯克（英語：Oliver Kirk，1884年4月20日—1960年3月14日），美国男子拳击运动员。他曾代表美国参加1904年夏季奧林匹克運動會拳擊比賽，获得男子雏量级和男子羽量级金牌。